# Dormitzer Forst

Lage des gemeindefreien Gebiets Dormitzer Forst im Landkreis Erlangen-Höchstadt

Der Dormitzer Forst ist ein gemeindefreies Gebiet und eine Gemarkung im mittelfränkischen Landkreis Erlangen-Höchstadt. Die gleichnamige Gemarkung hat eine Fläche von 10,164 km². Sie ist in 44 Flurstücke aufgeteilt, die eine durchschnittliche Flurstücksfläche von 231000,70 m² haben.

## Geographie
Der 10,17 km² große Staatsforst ist der südwestlich von Dormitz gelegene Teil des Nürnberger Reichswaldes. Die Winterleite ist mit 401 Metern die höchste Erhebung im Forst. Durch den Forst verläuft der Abschnitt Weiher – Kalchreuth der Staatsstraße 2243. 

## Sehenswürdigkeiten
Im Dormitzer Forst befinden sich:
- das Bannwalddenkmal nördlich des Kreuzweihers, das an die Erklärung des Sebalder Reichswaldes zum Bannwald erinnert,
- die Dürerquelle,
- der Jungfernsitz (eine ungewöhnliche Felsformation),
- die Sambach-Weiher (Fischzucht),
- der tropfende Fels; ein ungewöhnlicher Fels, aus dem beständig Wasser tropft. Er wird fast unmerklich oberirdisch mit Wasser versorgt.

## Schutzgebiete
Bedeutend ist der Naturwald Feuchtwälder im Nürnberger Reichswald, der eine Teilfläche im Dortmitzer Forst hat und das größte Waldschutzgebiet in Mittelfranken ist.

## Bildergalerie

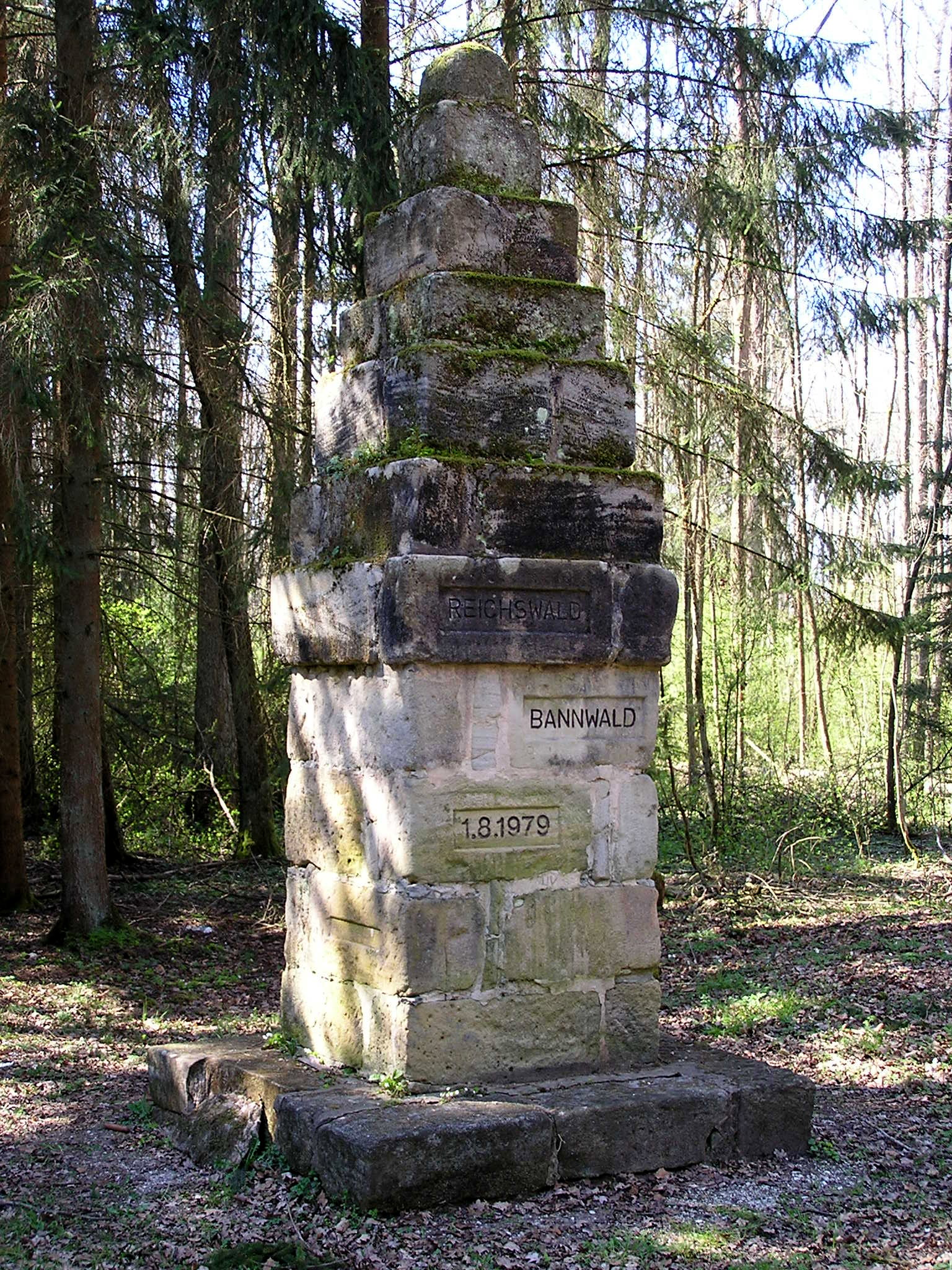
Das Bannwalddenkmal
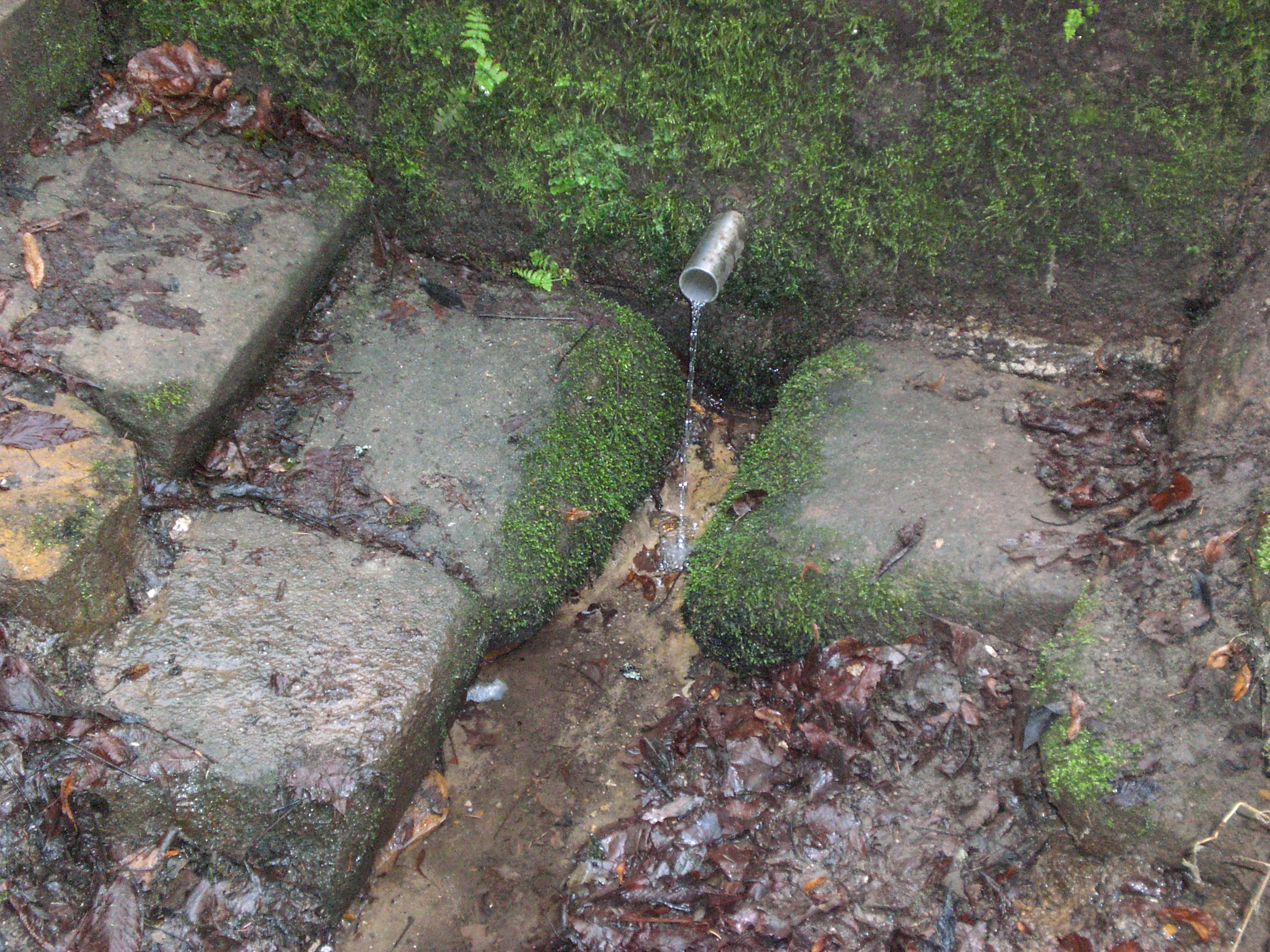
Dürerquelle